# RYO-Z
RYO-Z（リョージ、1974年7月15日 - ）は、ヒップホップユニット・RIP SLYMEのMCである。東京都江東区出身。同メンバーILMARIと同じく江東区立東川小学校、深川第七中学校卒業。実践学園高等学校卒業。FUNKY GRAMMAR UNITの一員。また2005年から同じRIP SLYMEのメンバーであるILMARIとともにTERIYAKI BOYZに参加。アスタラビスタのメンバーとしても活動。別名：ZEEK（ズィーク）。既婚。1児の父。

## 来歴
高校時代はラップよりダンスに熱中しており、よくディスコで踊っていた。1994年、ILMARIと元RIP SLYMEのDJのshigeともにギビニバンコとして母体結成。その後PESとSHOJI（元RIP SLYMEのDJ）が加わり、正式にRIP SLYMEが結成される。そのころはRYO-Gと名乗っていた。また「O・T・F（オシャレ・トラック・ファクトリー）」として、DJ FUMIYAと共にHALCALIのプロデュースなども手がけている。
もともとは国語の教師になりたかったようである（『MUSIC EDGE』での発言にて）。
TV出演においてはメンバーの中で一番喋る。また、自身がぽっちゃりした体型であることを、しばしば自虐ネタに使う。
2006年2月に結婚。犬を2匹飼っていて、その内1匹は「ニコ」と言う名前。
2024年6月 息子を授かる。（2025/1/9『アフター6ジャンクション2』「Live&Direct」出演時の発言より）

## 参加作品
- EAST END×YURI「日曜の朝の早起き」
  - 2. 本音を言えば・・・・・（featurig RYO-G from RIP SLYME）
- V.A.「DANCEHALL PREMIER」
  - 5. MAD COP（RYO-Z from RIP SLYME）
- RHYMESTER「HEAT ISLAND」
  - 18.ウィークエンド・シャッフル feat. MCU,RYO-Z,KREVA,CUEZERO,CHANNEL,KOHEI JAPAN,SU,LITTLE,ILMARI,GAKU-MC,SONOMI,PES,K.I.N,童子-T
- DJ HASEBE「SOMETHING WONDERFUL」
  - 1.Last Vacation feat. RYO-Z.PES（from RIP SLYME） & JUJU
- ろん/Charisma.comとRYO-Zお兄さん「ハロートゥモロー/ゴマムー」
  - 2.ゴマムー / Charisma.comとRYO-Zお兄さん
- 餓鬼レンジャー「ティンカーベル 〜ネバーランドの妖精たち〜」
  - 4.キューバ・リブレ feat. Mummy-D, RYO-Z, LIBRO ＆ DABO

## 主な出演

### バラエティ番組
- ENGEIグランドスラム（2015年5月30日 - 、フジテレビ） - ナレーション[1]

### テレビドラマ
- パリピ孔明 第1話（2023年9月27日、フジテレビ） - MC 役[2]

### 映画
- パリピ孔明 THE MOVIE（2025年4月25日） - バトルフェスのスタッフ 役[3]